# جيمس رودولف غارفيلد
جيمس رودولف غارفيلد (بالإنجليزية: James Rudolph Garfield)‏ هو محامي وسياسي أمريكي، ولد في 17 أكتوبر 1865 في هيرام في الولايات المتحدة، وتوفي في 24 مارس 1950 في واشنطن العاصمة في الولايات المتحدة. حزبياً، نشط في الحزب الجمهوري. وقد انتخب وزير داخلية الولايات المتحدة (5 مارس 1907 – 5 مارس 1909).

## روابط خارجية
- جيمس رودولف غارفيلد على موقع إن إن دي بي (الإنجليزية)